# Stoke Abbott
Stoke Abbott är en ort och civil parish  i Storbritannien.   Den ligger i kommunen Dorset och riksdelen England, i den södra delen av landet, 200 km väster om huvudstaden London. Stoke Abbott ligger 93 meter över havet och antalet invånare är 190.
Terrängen runt Stoke Abbott är huvudsakligen platt, men åt nordost är den kuperad. Terrängen runt Stoke Abbott sluttar söderut. Runt Stoke Abbott är det ganska tätbefolkat, med 86 invånare per kvadratkilometer. Närmaste större samhälle är Yeovil, 18,4 km nordost om Stoke Abbott. Trakten runt Stoke Abbott består i huvudsak av gräsmarker.